# 滦河街道
滦河街道，是中华人民共和国河北省唐山市滦州市下辖的一个乡镇级行政单位。

## 行政区划
滦河街道下辖以下地区：
自强里社区、光辉里社区、友谊里社区、朝阳里社区、晨光里社区、晨光西里社区、晨光南里社区、新华里社区、文化里社区、永安里社区、西站里社区、团结里社区、紫薇园社区和嘉凤园社区。